# Geolycosa atrosellata
Geolycosa atrosellata este o specie de păianjeni din genul Geolycosa, familia Lycosidae, descrisă de Roewer, 1960.
Este endemică în Congo. Conform Catalogue of Life specia Geolycosa atrosellata nu are subspecii cunoscute.